# Liste des titres musicaux numéro un en France en 2019
Cette page liste les titres musicaux (singles et albums) numéros un en France pour l'année 2019 selon le Syndicat national de l'édition phonographique (SNEP).
- Les numéros un singles mégafusion sont issus de la fusion des écoutes en streaming et des ventes en téléchargement, comptés en « unités » et où 150 streams équivalent à une vente.
- Les numéros un albums mégafusion  sont issus de la fusion des écoutes en streaming, des ventes physiques et des téléchargements, comptés en « unités » et où 1 000 streams moins 50 % des volumes du titre de l’album le plus streamé, équivalent à une vente.

Les scores sont comptabilisées chaque semaine du vendredi au jeudi et la date notée dans cette liste est celle du vendredi suivant le dernier jour de ventes, comme cela apparaît sur le site du SNEP.

## Classement des singles
| №  | Date         | Mégafusion (Téléchargements + Streaming) | Mégafusion (Téléchargements + Streaming) | Mégafusion (Téléchargements + Streaming) | Ventes                        | Ventes                       | Ventes  |
| №  | Date         | Artiste                                  | Titre                                    | Réf                                      | Artiste                       | Titre                        | Réf     |
| -- | ------------ | ---------------------------------------- | ---------------------------------------- | ---------------------------------------- | ----------------------------- | ---------------------------- | ------- |
| 1  | 4 janvier    | Angèle featuring Roméo Elvis             | Tout oublier                             | [ 1 ]                                    | Lady Gaga & Bradley Cooper    | Shallow                      | [ 2 ]   |
| 2  | 11 janvier   | Angèle featuring Roméo Elvis             | Tout oublier                             | [ 3 ]                                    | Lady Gaga & Bradley Cooper    | Shallow                      | [ 4 ]   |
| 3  | 18 janvier   | Bramsito featuring Booba                 | Sale mood                                | [ 5 ]                                    | Lady Gaga & Bradley Cooper    | Shallow                      | [ 6 ]   |
| 4  | 25 janvier   | Eva featuring Lartiste                   | On Fleek                                 | [ 7 ]                                    | Lady Gaga & Bradley Cooper    | Shallow                      | [ 8 ]   |
| 5  | 1er février  | Booba                                    | PGP                                      | [ 9 ]                                    | Lady Gaga & Bradley Cooper    | Shallow                      | [ 10 ]  |
| 6  | 8 février    | Heuss l'Enfoiré featuring Sofiane        | Khapta                                   | [ 11 ]                                   | Lady Gaga & Bradley Cooper    | Shallow                      | [ 12 ]  |
| 7  | 15 février   | Heuss l'Enfoiré featuring Sofiane        | Khapta                                   | [ 13 ]                                   | Lady Gaga & Bradley Cooper    | Shallow                      | [ 14 ]  |
| 8  | 22 février   | Heuss l'Enfoiré featuring Sofiane        | Khapta                                   | [ 15 ]                                   | Lady Gaga & Bradley Cooper    | Shallow                      | [ 16 ]  |
| 9  | 1er mars     | Ninho                                    | Goutte d'eau                             | [ 17 ]                                   | Lady Gaga & Bradley Cooper    | Shallow                      | [ 18 ]  |
| 10 | 8 mars       | Ninho                                    | Goutte d'eau                             | [ 19 ]                                   | Lady Gaga & Bradley Cooper    | Shallow                      | [ 20 ]  |
| 11 | 15 mars      | Ninho                                    | Goutte d'eau                             | [ 21 ]                                   | Lady Gaga & Bradley Cooper    | Shallow                      | [ 22 ]  |
| 12 | 22 mars      | Ninho                                    | Goutte d'eau                             | [ 23 ]                                   | Lady Gaga & Bradley Cooper    | Shallow                      | [ 24 ]  |
| 13 | 29 mars      | PNL                                      | Au DD                                    | [ 25 ]                                   | PNL                           | Au DD                        | [ 26 ]  |
| 14 | 5 avril      | PNL                                      | Au DD                                    | [ 27 ]                                   | PNL                           | Au DD                        | [ 28 ]  |
| 15 | 12 avril     | PNL                                      | Au DD                                    | [ 29 ]                                   | Lady Gaga                     | Always Remember Us This Way  | [ 30 ]  |
| 16 | 19 avril     | PNL                                      | Au DD                                    | [ 31 ]                                   | Lady Gaga                     | Always Remember Us This Way  | [ 32 ]  |
| 17 | 26 avril     | PNL                                      | Au DD                                    | [ 33 ]                                   | Angèle                        | Balance ton quoi             | [ 34 ]  |
| 18 | 3 mai        | PNL                                      | Au DD                                    | [ 35 ]                                   | Angèle                        | Balance ton quoi             | [ 36 ]  |
| 19 | 10 mai       | PNL                                      | Au DD                                    | [ 37 ]                                   | Mylène Farmer                 | Désobéissance                | [ 38 ]  |
| 20 | 17 mai       | Niska featuring Booba                    | Médicament                               | [ 39 ]                                   | Ed Sheeran & Justin Bieber    | I Don't Care                 | [ 40 ]  |
| 21 | 24 mai       | Booba                                    | Arc-en-ciel                              | [ 41 ]                                   | Angèle                        | Balance ton quoi             | [ 42 ]  |
| 22 | 31 mai       | Lil Nas X                                | Old Town Road                            | [ 43 ]                                   | Angèle                        | Balance ton quoi             | [ 44 ]  |
| 23 | 7 juin       | Lil Nas X                                | Old Town Road                            | [ 45 ]                                   | PNL                           | MOWGLI II                    | ?       |
| 24 | 14 juin      | Nekfeu featuring Damso                   | Tricheur                                 | [ 47 ]                                   | Mylène Farmer                 | Des larmes                   | [ 48 ]  |
| 25 | 21 juin      | Nekfeu featuring Damso                   | Tricheur                                 | [ 49 ]                                   | Indochine                     | Karma Girls                  | [ 50 ]  |
| 26 | 28 juin      | Lil Nas X                                | Old Town Road                            | [ 51 ]                                   | Angèle                        | Balance ton quoi             | [ 52 ]  |
| 27 | 5 juillet    | Lil Nas X                                | Old Town Road                            | [ 53 ]                                   | Stardust                      | Music Sounds Better with You | [ 54 ]  |
| 28 | 12 juillet   | Lil Nas X                                | Old Town Road                            | [ 55 ]                                   | Lil Nas X                     | Old Town Road                | [ 56 ]  |
| 29 | 19 juillet   | Lil Nas X                                | Old Town Road                            | [ 57 ]                                   | Lil Nas X                     | Old Town Road                | [ 58 ]  |
| 30 | 26 juillet   | Lil Nas X                                | Old Town Road                            | [ 59 ]                                   | Shawn Mendes & Camila Cabello | Señorita                     | [ 60 ]  |
| 31 | 2 août       | DJ Snake & J. Balvin & Tyga              | Loco Contigo                             | [ 61 ]                                   | Lil Nas X                     | Old Town Road                | [ 62 ]  |
| 32 | 9 août       | Lil Nas X                                | Old Town Road                            | [ 63 ]                                   | Shawn Mendes & Camila Cabello | Señorita                     | [ 64 ]  |
| 33 | 16 août      | Moha La Squale                           | Ma belle                                 | [ 65 ]                                   | Shawn Mendes & Camila Cabello | Señorita                     | [ 66 ]  |
| 34 | 23 août      | Moha La Squale                           | Ma belle                                 | [ 67 ]                                   | Shawn Mendes & Camila Cabello | Señorita                     | [ 68 ]  |
| 35 | 30 août      | Moha La Squale                           | Ma belle                                 | [ 69 ]                                   | Shawn Mendes & Camila Cabello | Señorita                     | [ 70 ]  |
| 36 | 6 septembre  | Moha La Squale                           | Ma belle                                 | [ 71 ]                                   | Shawn Mendes & Camila Cabello | Señorita                     | [ 72 ]  |
| 37 | 13 septembre | Niska featuring Ninho                    | Méchant                                  | [ 73 ]                                   | Tones and I                   | Dance Monkey                 | [ 74 ]  |
| 38 | 20 septembre | PLK                                      | Un peu de haine                          | [ 75 ]                                   | Tones and I                   | Dance Monkey                 | [ 76 ]  |
| 39 | 27 septembre | Gambi                                    | Hé oh                                    | [ 77 ]                                   | Tones and I                   | Dance Monkey                 | [ 78 ]  |
| 40 | 4 octobre    | Gambi                                    | Hé oh                                    | [ 79 ]                                   | Tones and I                   | Dance Monkey                 | [ 80 ]  |
| 41 | 11 octobre   | Gambi                                    | Popopop                                  | [ 81 ]                                   | Tones and I                   | Dance Monkey                 | [ 82 ]  |
| 42 | 18 octobre   | Gambi                                    | Popopop                                  | [ 83 ]                                   | Tones and I                   | Dance Monkey                 | [ 84 ]  |
| 43 | 25 octobre   | Gambi                                    | Popopop                                  | [ 85 ]                                   | Tones and I                   | Dance Monkey                 | [ 86 ]  |
| 44 | 1er novembre | Gambi                                    | Popopop                                  | [ 87 ]                                   | Tones and I                   | Dance Monkey                 | [ 88 ]  |
| 45 | 8 novembre   | Gambi                                    | Popopop                                  | [ 89 ]                                   | Tones and I                   | Dance Monkey                 | [ 90 ]  |
| 46 | 15 novembre  | Tones and I                              | Dance Monkey                             | [ 91 ]                                   | Tones and I                   | Dance Monkey                 | [ 92 ]  |
| 47 | 22 novembre  | Tones and I                              | Dance Monkey                             | [ 93 ]                                   | Tones and I                   | Dance Monkey                 | [ 94 ]  |
| 48 | 29 novembre  | Gradur featuring Heuss l'Enfoiré         | Ne reviens pas                           | [ 95 ]                                   | Tones and I                   | Dance Monkey                 | [ 96 ]  |
| 49 | 6 décembre   | Gradur featuring Heuss l'Enfoiré         | Ne reviens pas                           | [ 97 ]                                   | Tones and I                   | Dance Monkey                 | [ 98 ]  |
| 50 | 13 décembre  | Gradur featuring Heuss l'Enfoiré         | Ne reviens pas                           | [ 99 ]                                   | Tones and I                   | Dance Monkey                 | [ 100 ] |
| 51 | 20 décembre  | Gradur featuring Heuss l'Enfoiré         | Ne reviens pas                           | [ 101 ]                                  | The Weeknd                    | Blinding Lights              | [ 102 ] |
| 52 | 27 décembre  | Gradur featuring Heuss l'Enfoiré         | Ne reviens pas                           | [ 103 ]                                  | The Weeknd                    | Blinding Lights              | [ 104 ] |

## Classement des albums
Le classement mégafusion intègre les écoutes en streaming des titres des albums, les ventes physiques (CDs, Vinyles) et les ventes par téléchargement. Les écoutes en streaming sont converties en « équivalent ventes » qui sont ensuite ajoutées aux ventes physiques et aux téléchargements.
Les albums streamés sont convertis en "unités" sur la base suivante :
- Somme de tous les streams des titres de l’album (Abonnements et freemium confondus)
- Retrait de 50 % des volumes du titre de l’album le plus streamé
- Division du résultat par 1 000 et obtention du nombre d’équivalent-albums
- Ajout du nombre d’équivalent-albums obtenu aux ventes physiques et aux téléchargements

| №  | Date         | Mégafusion (Ventes + Streaming) | Mégafusion (Ventes + Streaming)          | Mégafusion (Ventes + Streaming) | Ventes                     | Ventes                                              | Ventes  |
| №  | Date         | Artiste                         | Titre                                    | Unités                          | Artiste                    | Titre                                               | Ventes  |
| -- | ------------ | ------------------------------- | ---------------------------------------- | ------------------------------- | -------------------------- | --------------------------------------------------- | ------- |
| 1  | 4 janvier    | Johnny Hallyday                 | Mon pays c'est l'amour                   | ?                               | Johnny Hallyday            | Mon pays c'est l'amour                              | ?       |
| 2  | 11 janvier   | Johnny Hallyday                 | Mon pays c'est l'amour                   | ?                               | Johnny Hallyday            | Mon pays c'est l'amour                              | ?       |
| 3  | 18 janvier   | Lomepal                         | Jeannine                                 | 8 323                           | Queen                      | The Platinum Collection : Greatest Hits I, II & III | ?       |
| 4  | 25 janvier   | Lomepal                         | Jeannine                                 | ?                               | Trois Cafés Gourmands      | Un air de rien                                      | 6 000   |
| 5  | 1er février  | -M-                             | Lettre infinie                           | ?                               | -M-                        | Lettre infinie                                      | 20 900  |
| 6  | 8 février    | -M-                             | Lettre infinie                           | ?                               | -M-                        | Lettre infinie                                      | 8 600   |
| 7  | 15 février   | Lacrim                          | LACRIM                                   | 22 387                          | Lacrim                     | LACRIM                                              | 11 600  |
| 8  | 22 février   | Angèle                          | Brol                                     | 9 775                           | Lady Gaga & Bradley Cooper | A Star Is Born (Bande originale du film)            | 6 800   |
| 9  | 1er mars     | Lady Gaga & Bradley Cooper      | A Star Is Born (Bande originale du film) | ?                               | Lady Gaga & Bradley Cooper | A Star Is Born (Bande originale du film)            | 9 700   |
| 10 | 8 mars       | Lady Gaga & Bradley Cooper      | A Star Is Born (Bande originale du film) | ?                               | Lady Gaga & Bradley Cooper | A Star Is Born (Bande originale du film)            | 10 100  |
| 11 | 15 mars      | Les Enfoirés                    | Le Monde des Enfoirés                    | ?                               | Les Enfoirés               | Le Monde des Enfoirés                               | 133 500 |
| 12 | 22 mars      | Les Enfoirés                    | Le Monde des Enfoirés                    | ?                               | Les Enfoirés               | Le Monde des Enfoirés                               | 37 800  |
| 13 | 29 mars      | Ninho                           | Destin                                   | 50 296                          | Les Enfoirés               | Le Monde des Enfoirés                               | 18 900  |
| 14 | 5 avril      | Ninho                           | Destin                                   | 29 288                          | Gauvain Sers               | Les Oubliés                                         | 13 900  |
| 15 | 12 avril     | PNL                             | Deux frères                              | 113 214                         | PNL                        | Deux frères                                         | 72 700  |
| 16 | 19 avril     | M. Pokora                       | Pyramide                                 | 36 800                          | M. Pokora                  | Pyramide                                            | 35 700  |
| 17 | 26 avril     | PNL                             | Deux frères                              | 20 226                          | M. Pokora                  | Pyramide                                            | 8 800   |
| 18 | 3 mai        | PNL                             | Deux frères                              | 15 725                          | Gims                       | Ceinture noire : Transcendance                      | 6 900   |
| 19 | 10 mai       | PNL                             | Deux frères                              | 14 966                          | Angèle                     | Brol                                                | 6 200   |
| 20 | 17 mai       | PNL                             | Deux frères                              | 12 089                          | Angèle                     | Brol                                                | 5 100   |
| 21 | 24 mai       | Rammstein                       | Rammstein                                | ?                               | Rammstein                  | Rammstein                                           | 25 100  |
| 22 | 31 mai       | Ninho                           | Destin                                   | 10 224                          | Sting                      | My Songs                                            | 9 200   |
| 23 | 7 juin       | Ninho                           | Destin                                   | 9 665                           | Sting                      | My Songs                                            | 8 800   |
| 24 | 14 juin      | Nekfeu                          | Les Étoiles vagabondes                   | 47 564                          | Florent Pagny              | Aime la vie                                         | 19 063  |
| 25 | 21 juin      | Nekfeu                          | Les Étoiles vagabondes                   | 58 449                          | Nekfeu                     | Les Étoiles vagabondes                              | 37 800  |
| 26 | 28 juin      | Nekfeu                          | Les Étoiles vagabondes : Expansion       | 39 667                          | Nekfeu                     | Les Étoiles vagabondes : Expansion                  | 11 800  |
| 27 | 5 juillet    | Nekfeu                          | Les Étoiles vagabondes : Expansion       | 47 371                          | Nekfeu                     | Les Étoiles vagabondes : Expansion                  | 28 600  |
| 28 | 12 juillet   | Nekfeu                          | Les Étoiles vagabondes : Expansion       | 24 784                          | Nekfeu                     | Les Étoiles vagabondes : Expansion                  | 10 400  |
| 29 | 19 juillet   | Nekfeu                          | Les Étoiles vagabondes : Expansion       | 17 624                          | Ed Sheeran                 | No.6 Collaborations Project                         | 13 400  |
| 30 | 26 juillet   | Nekfeu                          | Les Étoiles vagabondes : Expansion       | 13 382                          | Ed Sheeran                 | No.6 Collaborations Project                         | 5 600   |
| 31 | 2 août       | Nekfeu                          | Les Étoiles vagabondes : Expansion       | 12 668                          | Angèle                     | Brol                                                | 6 400   |
| 32 | 9 août       | Nekfeu                          | Les Étoiles vagabondes : Expansion       | 11 319                          | Angèle                     | Brol                                                | 5 900   |
| 33 | 16 août      | Nekfeu                          | Les Étoiles vagabondes : Expansion       | 10 119                          | Slipknot                   | We Are Not Your Kind                                | 7 600   |
| 34 | 23 août      | Nekfeu                          | Les Étoiles vagabondes : Expansion       | 12 100                          | Angèle                     | Brol                                                | 5 100   |
| 35 | 30 août      | Lorenzo                         | Sex in the City                          | 28 655                          | Vitaa & Slimane            | VersuS                                              | 22 528  |
| 36 | 6 septembre  | Jean-Baptiste Guégan            | Puisque c'est écrit                      | ?                               | Jean-Baptiste Guégan       | Puisque c'est écrit                                 | 27 238  |
| 37 | 13 septembre | Niska                           | Mr Sal                                   | 40 964                          | Jean-Baptiste Guégan       | Puisque c'est écrit                                 | 21 600  |
| 38 | 20 septembre | Niska                           | Mr Sal                                   | 22 600                          | Jean-Baptiste Guégan       | Puisque c'est écrit                                 | 15 600  |
| 39 | 27 septembre | Niska                           | Mr Sal                                   | 16 207                          | Jean-Baptiste Guégan       | Puisque c'est écrit                                 | 12 500  |
| 40 | 4 octobre    | Niska                           | Mr Sal                                   | 12 991                          | Jean-Baptiste Guégan       | Puisque c'est écrit                                 | 9 600   |
| 41 | 11 octobre   | Niska                           | Mr Sal                                   | 10 828                          | Vitaa & Slimane            | VersuS                                              | ?       |
| 42 | 18 octobre   | Vald                            | Ce monde est cruel                       | 41 794                          | Vald                       | Ce monde est cruel                                  | 24 400  |
| 43 | 25 octobre   | Mylène Farmer                   | Live 2019                                | 32 854                          | Mylène Farmer              | Live 2019                                           | 32 245  |
| 44 | 1er novembre | Johnny Hallyday                 | Johnny                                   | 149 576                         | Johnny Hallyday            | Johnny                                              | 148 600 |
| 45 | 8 novembre   | Johnny Hallyday                 | Johnny                                   | ?                               | Johnny Hallyday            | Johnny                                              | 56 600  |
| 46 | 15 novembre  | Les Vieilles Canailles          | Le Live                                  | ?                               | Les Vieilles Canailles     | Le Live                                             | 55 469  |
| 47 | 22 novembre  | Dadju                           | Poison ou Antidote                       | 29 415                          | Céline Dion                | Courage                                             | 23 000  |
| 48 | 29 novembre  | Coldplay                        | Everyday Life                            | 20 996                          | Johnny Hallyday            | Johnny                                              | 20 500  |
| 49 | 6 décembre   | Renaud                          | Les Mômes et les Enfants d'abord !       | 70 348                          | Renaud                     | Les Mômes et les Enfants d'abord !                  | 69 745  |
| 50 | 13 décembre  | Jul                             | C'est pas des LOL                        | 36 993                          | Renaud                     | Les Mômes et les Enfants d'abord !                  | 33 500  |
| 51 | 20 décembre  | Les Vieilles Canailles          | Le Live                                  | ?                               | Les Vieilles Canailles     | Le Live                                             | 38 200  |
| 52 | 27 décembre  | Les Vieilles Canailles          | Le Live                                  | ?                               | Les Vieilles Canailles     | Le Live                                             | 39 700  |

## Les meilleurs scores de l'année
Voici la liste des meilleurs scores de singles, et d'albums de l'année,,,,.

### Singles
| №  | Mégafusion (Téléchargement + Streaming) | Mégafusion (Téléchargement + Streaming) | Ventes                         | Ventes                      | Ventes |
| №  | Artiste                                 | Titre                                   | Artiste                        | Titre                       | Ventes |
| -- | --------------------------------------- | --------------------------------------- | ------------------------------ | --------------------------- | ------ |
| 1  | Lil Nas X                               | Old Town Road                           | Lady Gaga & Bradley Cooper     | Shallow                     | 72 300 |
| 2  | PNL                                     | Au DD                                   | Angèle                         | Balance ton quoi            | 68 300 |
| 3  | Angèle                                  | Balance ton quoi                        | Lady Gaga                      | Always Remember Us This Way | 55 100 |
| 4  | Niska featuring Booba                   | Médicament                              | Clara Luciani                  | La Grenade                  | 48 700 |
| 5  | Ninho featuring Niska                   | Maman ne le sait pas                    | Tones and I                    | Dance Monkey                | 44 100 |
| 6  | Aya Nakamura                            | Pookie                                  | Trois Cafés gourmands          | À nos souvenirs             | 44 100 |
| 7  | Tones and I                             | Dance Monkey                            | Shawn Mendes & Camila Cabello  | Señorita                    | 44 100 |
| 8  | Ninho                                   | La Vie qu'on mène                       | Lil Nas X                      | Old Town Road               | 38 200 |
| 9  | Lomepal                                 | Trop beau                               | Billie Eilish                  | Bad Guy                     | 35 300 |
| 10 | Ninho                                   | Goutte d'eau                            | Pedro Capó                     | Calma                       | 35 300 |
| 11 | Vegedream featuring Ninho               | Elle est bonne sa mère                  | Angèle featuring Roméo Elvis   | Tout oublier                | 35 200 |
| 12 | Lady Gaga & Bradley Cooper              | Shallow                                 | Lewis Capaldi                  | Someone You Loved           | 34 900 |
| 13 | Angèle featuring Roméo Elvis            | Tout oublier                            | M. Pokora                      | Les Planètes                | 33 600 |
| 14 | Heuss l'Enfoiré featuring Sofiane       | Khapta                                  | Soprano                        | Le Coach                    | 31 600 |
| 15 | DJ Snake & J. Balvin & Tyga             | Loco Contigo                            | Lady Gaga & Bradley Cooper     | I'll Never Love again       | 31 600 |
| 16 | Pedro Capó                              | Calma                                   | Ed Sheeran & Justin Bieber     | I Don't Care                | 29 800 |
| 17 | Daddy Yankee featuring Snow             | Con Calma                               | Vitaa & Slimane                | Ça va ça vient              | 28 700 |
| 18 | Shawn Mendes & Camila Cabello           | Señorita                                | Calvin Harris & Rag'n'Bone Man | Giant                       | 27 600 |
| 19 | Billie Eilish                           | Bad Guy                                 | Redbone                        | Come and Get Your Love      | 26 900 |
| 20 | Gambi                                   | Popopop                                 | Lauren Daigle                  | You Say                     | 25 700 |

### Albums
| N° | Artiste                    | Titre                                     |
| -- | -------------------------- | ----------------------------------------- |
| 1  | Angèle                     | Brol*                                     |
| 2  | Nekfeu                     | Les Étoiles vagabondes / Expansion        |
| 3  | Johnny Hallyday            | Johnny                                    |
| 4  | PNL                        | Deux frères                               |
| 5  | Ninho                      | Destin                                    |
| 6  | Soprano                    | Phœnix*                                   |
| 7  | Lady Gaga & Bradley Cooper | A Star Is Born (Bande originale du film)* |
| 8  | Vitaa & Slimane            | VersuS                                    |
| 9  | Lomepal                    | Jeannine*                                 |
| 10 | Aya Nakamura               | Nakamura*                                 |
| 11 | Jean-Baptiste Guégan       | Puisque c'est écrit                       |
| 12 | Les Enfoirés               | Le Monde des Enfoirés                     |
| 13 | Maître Gims                | Ceinture noire / Transcendance            |
| 14 | M. Pokora                  | Pyramide                                  |
| 15 | Les Vieilles Canailles     | Le Live                                   |
| 16 | Jul                        | Rien 100 rien                             |
| 17 | Renaud                     | Les Mômes et les Enfants d'abord !        |
| 18 | Niska                      | Mr Sal                                    |
| 19 | Trois Cafés gourmands      | Un air de rien                            |
| 20 | Kendji Girac               | Amigo                                     |

* Certains albums ont été commercialisés en 2018. 